# Kabarcz Zsófi
Kabarcz Zsófia (Budapest, 1982. október 4. –) televíziós szerkesztő, riporter, Magyar Filmszemle Schiffer Pál-díjas rendező. 

## Életpályája
2002-2006 között a Budapesti Metropolitan Egyetem kommunikáció szakán tanult. Televíziós pályafutását tanulmányi évei alatt kezdte a Magyar Televíziónál. 2004-től a Müller Péter Sziámi és Gerendai Károly által alapított TV Sziget zenei kulturális produkcióban dolgozott, mint segédszerkesztő. Saját ötlet alapján minisorozatot forgatott a Sziget Fesztivál nagyszínpados magyar fellépőivel. 2005-től a TV Sziget utódműsorában, a Kultúrházban dolgozott élő adás szerkesztőként és riporterként.
2006-tól Hadas Kriszta főszerkesztősége alatt riporter volt a TV2 Aktív és Magellán című műsorokban, majd Liptai Claudia és Árpa Attila műsorvezetése alatt a Mokka vezető szerkesztője lett. 2006-ban az 1956-os forradalom 50. évfordulójának alkalmából emlékműsor-sorozatot forgatott az Egyesült Államokban "Route 56 – Az én ötvenhatom címmel Csortos Szabó Sándor producer és Galambos Péter műsorvezető csapatában.  Szerkesztő-riporterként vett részt az Egyesült Államokban forgatott Határtalan emberek című dokumentumfilm sorozatban, melynek rendező-producere Csortos Szabó Sándor. A sorozat Amerikában híressé vált magyar származású emberek élettörténetét mutatja be. 
2006-ban Boros Pannával és Katz Dáviddal megjárták Birobidzsant, hogy dokumentumfilmet forgassanak a Zsidó autonóm terület fővárosáról.  Az egész estés dokumentumfilm befejezéséhez további anyagi forrásokra van szükség.
2009-ben Boros Pannával elkészítették Varázslatos Gladiátorok című dokumentumfilmjüket az HBO számára.  A film a Baltazár Színházat mutatja be, az egyetlen olyan hivatalos magyar színtársulat munkáját, ahol értelmi sérült színészek dolgoznak. A film Kabarcz Zsófi első rendezése, melyért Schiffer Pál-díjat kapott a 42. Magyar Filmszemlén. 
Független filmes csapatával közel 50 társadalmi célú hirdetést és alapítványi filmet forgatott. 3 éven át rendezte a Civil Licit Alapítvány aukcióira készült fikciós kisfilmjeit, melynek keretében összesen 40 civil szervezet kapott lehetőséget a vizuális, reklámfilm minőségű bemutatkozásra. Producere volt a Minimax és Megamax csatornákra készült Zenével a gyermekekért sorozatnak.  Hét népszerű előadót és együttest kértek fel egy-egy dal megírására, amelyek segítségével a művészek gyermekeket segítő alapítványokat támogatnak. A Bátor Tábor Alapítványnak, a Csányi Alapítványnak a Chello Foundation-nek, a Démétér Alapítványnak, az OTP-MOL Bozsik Programnak készítettek videoklipeket és mini dokumentumfilmeket. Az egyes alapítványok televíziós adásaihoz külön zenét is szereztettek, a (Quimby, a Kiscsillag, a Zséda, az Anima Sound System, a Péterfy Bori & Love Band) közreműködésével. 
2010-ben Meggyes Lilla és Szabó Ramóna fotóművészekkel fotósorozatot készített a Sziget Kft. számára, melyben ismert magyar zenészek intim testrészeiket eltakarva, de meztelenül álltak a kameráik elé. A képek a Rock a rasszizmus ellen mozgalom keretében készültek, hogy megmutassák, a kirekesztés ellen mindenki ugyanolyan védtelen. A sorozat szereplői: Balanyi Szilárd (Quimby), Budapest Bár zenekara, Falusi Mariann (Pa-Dö-Dö), FRENK, Galambos Dorina, Kiss Tibor (Quimby), Kistehén Tánczenekar, Németh Juci (Nemjuci), Pély Barna, Péterfy Bori, Pityinger László (Dopeman), Soma Mamagésa, Tóth Kristóf (PASO), Varga Livius (Quimby), Vécsi Tibor (Korai Öröm), Vranik Krisztián (Realystic Crew). A sorozat a Sziget Fesztiválon kívül a Gödör Klubban és a Merlin Színházban is kiállításra került. 
2011-ben csatlakozott Till Attila és Csernátony Dóra Supergroup művészeti csapatához, projektmenedzserként dolgozott a gyártásukban készülő kreatív reklámfilmekben, rendezőként az Abszolút Magyar Agy című portrésorozatban. 2012-ben a minisorozatot forgatott magyar NB1-es focistákról a Sport2 számára, a szerkesztő, rendező és riporteri posztot is betöltve. 2012-től rendezőként dolgozott Borbás Marcsi Gasztroangyal című műsorában.  
2016-ban rendezte Ráckeve város imagefilmjét. Ráckevén számos kistérségi filmet készített. Csepeli Eszter operatőrrel forgatták a Summerfest Nemzetközi Folklór Fesztivál 35. évfordulójára készülő összefoglaló dokumentumfilmet. Szerdahelyi Nórival kooperációban készítettek egy portrésorozatot a ráckevei lakosú Kakuk Pál (néptáncpedagógus, a Magyar Állami Népi Együttes egykori táncosa és örökös tagja) 70. születésnapja alkalmából. 
2020-ban két részt rendezett a Tiltott Zónák című sorozatban, Thuróczy Szabolcs főszereplésével a Spektrum csatornára.
2022-23-ban rendezőként dolgozott a Magyar nők című történelmi fikciós portrésorozatban, mely hetente került műsorra az M5 csatornán. Főszerepben: Major Melinda, vezető operatőr: Hartung Dávid
 2022-23-ban rendezőasszisztense volt A Nemzet aranyai című dokumentumfilmnek (2023), mely a legendás Kemény Dénes vezette háromszoros olimpiai bajnok csapat (Benedek Tibor, Biros Péter, Kásás Tamás, Kiss Gergely, Molnár Tamás, Szécsi Zoltán) életművét foglalja össze, Zákonyi S. Tamás rendezésében. 
A Geszti Péter vezette Adom napom (Viasat) (2023-2025) állandó szerkesztője, mely 2024-ben és 2025-ben is elnyerte a Televíziós Újságírók Díját Talkshow kategóriában. 
Az Ugrás (RTL) (2024) riportere és a The Floor (2024) című vetélkedőműsor felelős szerkesztője. 

## Magánélete
Házas, férje Varga Livius zenész, előadóművész. Két gyermekük született, 2014-ben és 2016-ban. 

## Díjak
- 42. Magyar Filmszemle – Legjobb rendező, Varázslatos Gladiátorok dokumentumfilm, HBO
- 8. Verzió Nemzetközi Emberi Jogi Dokumentumfilm Fesztivál – Közönségdíj, Varázslatos Gladiátorok dokumentumfilm, HBO [21]
- Artisjus – Köszi a Dalt – Közönségdíj, rendező, így készült a Magam adom c. Quimby dal [22] 2020
- Legjobb egészestés dokumentumfilm – A nemzet Aranyai – MOZ.GO – Magyar Mozgókép Fesztivál – 2024
- Legjobb sportfilm – A nemzet aranyai – Cote d’Azur Sportfilm Fesztivál
- Televíziós Újságírók Díja – Adom a napom (Viasat), Talkshow kategória 2024, 2025 [23] [24]
- Televíziós Újságírók Díja – Az ugrás (RTL), Vetélkedő Kategória, 2025 [25]

## Filmográfia
| Év        | Cím                                   | Feladatkör                          | Műfaj                                | Csatorna                                     |
| --------- | ------------------------------------- | ----------------------------------- | ------------------------------------ | -------------------------------------------- |
| 2004      | TV Sziget                             | szerkesztő-riporter, adásszerkesztő | kulturális élő magazinműsor          | MTV 1                                        |
| 2005-2006 | Kultúrház                             | szerkesztő-riporter, adásszerkesztő | kulturális élő magazinműsor          | MTV1                                         |
| 2006      | Aktív                                 | szerkesztő-riporter                 | szórakoztató magazinműsor            | TV2                                          |
| 2006      | Magellán                              | szerkesztő-riporter                 | tudományos-szórakoztató magazinműsor | TV2                                          |
| 2006      | Mese Birobidjanról                    | szerkesztő-rendező                  | fikciós dokumentumfilm               | forráshiány                                  |
| 2006      | 56-os út, USA                         | szerkesztő                          | 1956-os portréműsor                  | MTV 1                                        |
| 2006      | Határtalan emberek, USA               | szerkesztő-riporter                 | portréműsor                          | MTV1                                         |
| 2007-2008 | Mokka                                 | vezető szerkesztő                   | élő reggeli magazinműsor             | TV2                                          |
| 2007-2014 | New Angle Film                        | alapító, rendező, producer          | független filmes alkotóközösség      |                                              |
| 2009-2011 | Civil Licit Alapítvány                | rendező                             | alapítványi image filmek             | aukció, web                                  |
| 2010      | Rock a rasszizmus ellen               | fotós, művészeti vezető             | fotósorozat, kiállítás               | Sziget Fesztivál, Gödör Klub, Merlin Színház |
| 2011      | Zenével a gyermekekért                | producer, kreatív producer, rendező | alapítványi filmek, videoklipek      | Minimax, Megamax                             |
| 2011      | Varázslatos Gladiátorok               | rendező                             | kreatív dokumentumfilm               | HBO                                          |
| 2011      | Abszolút magyar agy                   | szerkesztő-rendező                  | tudományos portrésorozat             | Külügyminisztérium, MTV                      |
| 2011      | 10 gyerek 10 szoba                    | producer, szerkesztő-rendező        | gyerekszoba átalakítós műsor         | Spektrum Home                                |
| 2012      | Környezetvédelem a Sziget Fesztiválon | szerkesztő-rendező                  | tudományos dokumentumfilm            | MTV                                          |
| 2012      | NB1-es focisták másként               | szerkesztő-rendező                  | mini portrék                         | Sport 2                                      |
| 2013      | Interaktív                            | producer                            | ifjúsági műsor                       | Viva TV                                      |
| 2012-2014 | Gasztroangyal                         | rendező                             | gasztroreality                       | Duna TV                                      |
| 2015      | Summerfest, a Film                    | rendező, vágó                       | dokumentumfilm                       | Youtube                                      |
| 2016      | Ráckeve Város image film              | rendező                             | image film                           | Ráckeve Város Önkormányzata                  |
| 2016      | Kakuk Pali 70                         | rendező                             | portréfilm                           | Youtube                                      |
| 2020      | Balatoni Nyár                         | vezető szerkesztő                   | magazinműsor                         | Duna TV                                      |
| 2020      | Tiltott Zónák                         | szerkesztő-rendező                  | ismeretterjesztő reality             | Spektrum                                     |
| 2022-2023 | A nemzet aranyai                      | rendezőasszisztens                  | sport dokumentumfilm                 | MOZI, Fórum Hungary                          |
| 2022-2023 | Magyar nők                            | rendező                             | fikciós dokumentumfilm sorozat       | M5                                           |
| 2023      | Az ugrás                              | riporter                            | gameshow                             | RTL                                          |
| 2024      | The Floor                             | felelős szerkesztő                  | gameshow                             | RTL                                          |
| 2023-2025 | Adom a napom                          | szerkesztő                          | magazinműsor                         | Viasat 3                                     |

## Videóklipek
| Év   | Titulus  | Cím                       | Zenekar                           |
| ---- | -------- | ------------------------- | --------------------------------- |
| 2010 | rendező  | Hipnotizőr király         | Intim Torna Illegál               |
| 2010 | rendező  | Albérletem                | Intim Torna Illegál               |
| 2010 | rendező  | Szeretet Dalocska         | Kórházi Önkéntes Segítő Szolgálat |
| 2011 | producer | Tiszta szívvel            | Zséda                             |
| 2011 | producer | Egyszer túl a játszóházon | Quimby                            |
| 2011 | producer | Olajoshordó               | Kiscsillag                        |
| 2011 | producer | Ott várj rám              | Edda                              |
| 2011 | producer | Csak egy ugrás            | Péterfy Bori                      |
| 2011 | producer | Szeret ez a Föld          | United                            |
| 2011 | producer | Szív meg a bőrlabda       | Anima Sound System                |
| 2013 | rendező  | Lám lám                   | Szilárd                           |
| 2015 | rendező  | Ez a mese                 | A kutya vacsorája                 |
| 2025 | rendező  | Kényszerleszállás         | Quimby                            |